# Dəhnə, Quba
Dəhnə là một ngôi làng thuộc vùng Quba của Azerbaijan.  Ngôi làng tạo thành một phần của đô thị Püstəqasım.